# ورزشگاه بنتنگ تارونا
ورزشگاه بنتنگ تارونا (به لاتین: Benteng Taruna Stadium) یک ورزشگاه فوتبال در اندونزی است که در Kelapa Dua, Tangerang, Tangerang Regency, Banten, Indonesia واقع شده است.